# Monumentul lui Iuliu Maniu din București

Monumentul lui Iuliu Maniu
În planul doi Palatul Senatului (fostul sediu al Comitetului Central al PCR)

Monumentul lui Iuliu Maniu din București, realizat și turnat în bronz de sculptorul Mircea Corneliu Spătaru este amplasat în Piața Revoluției, unde a fost inaugurat pe 1 decembrie 1998. 
La ceremonia de dezvelire au participat președintele Emil Constantinescu, premierul Radu Vasile, președintele PNȚCD Ion Diaconescu, alți membri din conducerea acestui partid, precum și președintele PNL Mircea Ionescu Quintus.
Monumentul, dedicat lui Iuliu Maniu, este amplasat vis-a-vis de Biserica Krețulescu, privind spre Monumentul lui Corneliu Coposu din București. Personajul este înfătișat ca o figură umană așezată pe soclu, și este compus din trei niveluri expresive și stilistice: primul este acela al capului - realist, sever și hieratic -, al doilea, acela al bustului și al mâinilor, are cea mai dinamică retorică plastică si gestuală, iar al treilea registru, cel inferior, al membrelor, este fragil volumetric și modelat cu o acuratețe aproape calofilă.
Cu toate acestea, Iuliu Maniu parcă stă stingherit, lângă copacul uscat, de bronz.